# Graffigny-Chemin

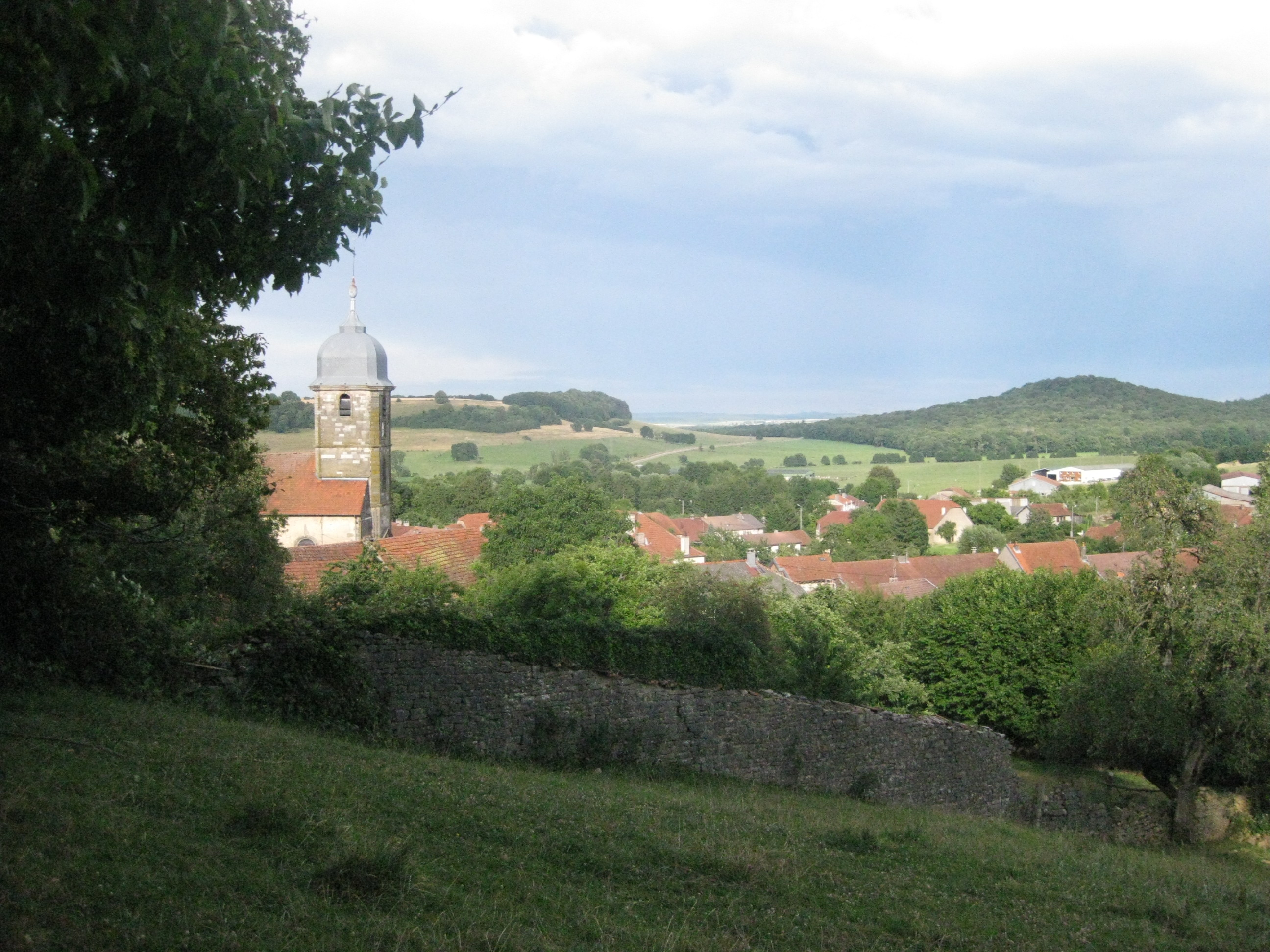
Graffigny

Graffigny-Chemin là một xã thuộc tỉnh Haute-Marne trong vùng Grand Est đông bắc nước Pháp. Xã này nằm ở khu vực có độ cao trung bình 1727 mét trên mực nước biển.
Thị trấn có cự ly 6 km về phía đông Bourmont, 6 km về phía tây của quốc lộ A31, 20 km về phía nam của Neufchateau và 6 km vè phía bắc Chaumont-la-Ville.